# Åsa Foster
Åsa Foster, född 3 oktober 1976 i Norrköping, är en svensk författare.
Hon har examen i statsvetenskap vid universitet i Sydafrika och magisterexamen i litterärt skapande vid Lunds universitet.
För sin debutbok, novellsamlingen "Man måste inte alltid tala om det" (2014), nominerades hon till Borås Tidnings debutantpris men fick inte priset. Novellsamlingen skrev Foster på Författarskolan vid Lunds Universitet.  Boken handlar om människor i Sydafrika och fick goda recensioner.
Året efter kom nästa novellsamling "Förresten gör folk så märkliga saker nuförtiden" som utspelar sig bland människor i Skåne. Öppningsnovellen handlar om en kvinna som bor på Klostergården i Lund, vilket också Åsa Foster har gjort under några år i början av 2000-talet. Det berättade hon själv på en författarafton med KLOK, föreningen Klostergårdskultur. Den första boken är allvarligare, tyngre och den sydafrikanska miljön bidrar till dramat, kontrasterna är större, farorna som hotar bakom hörnet fler. Boken om Skåne mer humorfylld men fortsatt mänskliga relationer i fokus.
År 2018 var Åsa Foster nominerad till Sveriges Radios Novellpris för novellen "Första året".